# Melinda maasi
Melinda maasi är en tvåvingeart som beskrevs av Hiromu Kurahashi 1970. Melinda maasi ingår i släktet Melinda och familjen spyflugor. Inga underarter finns listade i Catalogue of Life.